# Le François
Le Francois là một xã thuộc tỉnh hải ngoại Martinique. Xã có cự ly 22 km (14 mi) so với thủ phủ Fort-de-France.
xã có dân số là 19.637 người (năm 2007).